# Amarillo Slim
Thomas Austin Preston, Jr. (Johnson (Arkansas), 31 december 1928 – Amarillo (Texas), 29 april 2012), bekend als Amarillo Slim, was een professionele pokerspeler uit de Verenigde Staten. In 1972 werd hij wereldkampioen door het Main Event van de World Series of Poker te winnen. Hij werd in 1992 opgenomen in de Poker Hall of Fame.
Preston bracht in 2003 zijn autobiografie uit, met de titel Amarillo Slim in a World Full of Fat People.

## World Series of Poker bracelets
| Jaar | Toernooi                                    | Prijs    |
| ---- | ------------------------------------------- | -------- |
| 1972 | $10.000 No Limit Hold'em World Championship | $60.000  |
| 1974 | $1.000 No Limit Hold'em                     | $11.100  |
| 1985 | $5.000 Pot Limit Omaha                      | $85.000  |
| 1990 | $5.000 Pot Limit Omaha                      | $142.000 |

Moss (3) · Slim · Pearson · Roberts · Brunson (2) · Baldwin · Fowler · Ungar (3) · Straus · McEvoy · Keller · Smith · Johnston · Chan (2) · Hellmuth · Matloubi · Daugherty · Dastmalchi · Bechtel · Hamilton · Harrington · Seed · Nguyen · Furlong · Ferguson · Mortensen · Varkonyi · Moneymaker · Raymer · Hachem · Gold · Yang · Eastgate · Cada · Duhamel · Heinz · Merson · Riess · Jacobson · McKeehen · Nguyen · Blumstein · Cynn · Ensan · Salas · Aldemir · Jørstad  · Weinman · Tamayo